# Metopius harpyiae
Metopius harpyiae är en stekelart som beskrevs av Clement 1930. Metopius harpyiae ingår i släktet Metopius och familjen brokparasitsteklar. Inga underarter finns listade i Catalogue of Life.